# Lovre Marušić
Lovre Marušić (Omiš, 1992.), hrvatski je pijanist. Asistent je na Glazbenoj akademiji u Zagrebu.
Prvu glasovirsku poduku prima kod prof. Rozalije Samodol u rodnomu Omišu. Na poziv ruske pijanistice Natalie Troull, god. 2006. odlazi u Moskvu, gdje 2011. maturira u Središnjoj glazbenoj školi pri Moskovskom konzervatoriju. Studirao je na Glazbenoj akademiji u Zagrebu, u klasi prof. Rubena Dalibaltayana i prof. Ljubomira Gašparovića. Dobitnik je Dekanove i Rektorove nagrade Sveučilišta u Zagrebu za iznimna postignuća tijekom studiranja. Stručno usavršavanje nastavio je na Visokoj glazbenoj školi »Franz Liszt« u Weimaru.
Dobitnik je prve nagrade na Međunarodnom natjecanju »Santa Cecilia« u Portu (2018.), Međunarodnom glazbenom festivalu u Parizu (2018.), Međunarodnom natjecanju mladih zvijezda u Manchesteru (2016.), Međunarodnom natjecanju Svjetskog udruženja glasovirskih pedagoga u Londonu (2017.), ukupni pobjednik, dobitnik prve nagrade prosudbenog povjerenstva i nagrade publike na Međunarodnom pijanističkom natjecanju »Isidor Bajić« (2016.). Također, prve nagrade osvojio je i za najbolju izvedbu djela Johanna Sebastiana Bacha na Međunarodnom pijanističkom natjecanju u Varaždinu (2016.) te za najbolju izvedbu djela hrvatskog skladatelja (Ferdo Livadić) na Međunarodnom pijanističkom natjecanju »Jurica Murai« u Samoboru (2016.), kao i na Međunarodnom natjecanju »Alexander Scriabin« u Parizu (2011.) i Međunarodnom pijanističkom natjecanju »Mihailo Vukdragović« u Šabcu (2016.).